# طاقة هلمهولتز الحرة
طاقة هلمهولتز الحرة هي مفهوم في الديناميكا الحرارية وهي إحدى الكمونات الدينامية الحرارية الأربعة. تقيس طاقة هلمهولتز مقدار العمل الذي نستطيع أن نحصل عليه من نظام ترموديناميكي مغلق. تساوي طاقة هلمهولتز الطاقة الداخلية للنظام الترموديناميكي U مطروحاً منها حاصل ضرب درجة الحرارة المطلقة T في الإنتروبيا S.
{\displaystyle A=U-TS}
حيث
- A: طاقة هلمهولتز
- U: الطاقة الداخلية
- T: درجة الحرارة المطلقة
- S: إنتروبيا أو الاعتلاج

## علاقات في الحركة الحرارية
نحصل على الطاقة الحرة F من الطاقة الداخلية
{\displaystyle U} لنظام ترموديناميكي عن طريق تحويل ليجاندر للمتغيرين : درجة الحرارة
المطلقة {\displaystyle T} ، و والإنتروبيا {\displaystyle S}:
{\displaystyle F(T;V;N):=U(S;V;N)-T\,S}
ثم نستعين بخاصتي الضغط
{\displaystyle p} و الجهد الكيميائي {\displaystyle \mu } للنظام :
{\displaystyle \mathrm {d} F(T;V;N)=-S\,\mathrm {d} T-p\,\mathrm {d} V+\mu \,\mathrm {d} N}
هذة المعادلة هي الصورة التفاضلية لطاقة هلمهولتز الحرة، وهي تعني أنه في أحد التجارب سنغير درجة الحرارة T و عدد الذرات N بغرض الحصول على التغير في الطاقة الحرة F ( بينما تحتوي الطاقة الداخلية أيضا على الإنتروبيا {\displaystyle S} و حجم النظام {\displaystyle V} و عدد الذرات في النظام {\displaystyle N} ولكن تلك الثلاثة خواص تبقى ثابتة خلال تجربتنا هذه ) .
فعند درجة حرارة ثابتة نستطيع حساب التغير في الشغل
{\displaystyle \Delta _{T}\,W} الذي يمكننا الحصول عليه
أو الإنثالبي للنظام بالاستعانة ب القانون الأول للديناميكا الحرارية والقانون الثاني للديناميكا الحرارية عند {\displaystyle T\equiv 0} . وعندما تكون
{\displaystyle T>0} يكون التغير في الشغل مساويا لطاقة هلمهولتز الحرة .
أي أن التغير في الطاقة الحرة يحدد النهاية العظمى للشغل الممكن الحصول عليه من نظام تكون فيه درجة الحرارة ثابتة.
والطاقة الحرة تنتمي إلى الجهد الترموديناميكي ويرتبطان ببعضهما بواسطة ما يسمى جملة الحالات {\displaystyle Z_{k}} في النظام :
{\displaystyle F(T;V;N)=-k_{B}\,T\,\ln(Z(T;V;N)_{k})}
وفي حالة نظام مغلق معزول ( {\displaystyle V}=ثابت, {\displaystyle N}=ثابت وحرارة ثابتة {\displaystyle T=T_{0}})
يكون النظام في حالة توازن حراري والطاقة الحرة أقل ما يمكن .
حيث {\displaystyle k_{B}} ثابت بولتزمان.

## تعريف
تعرف طاقة هلمهولتز الحرة بالعلاقة:
{\displaystyle F\equiv U-TS,}
حيث:
F هي طاقة هلمهولتز الحرة (تُكتب أحيانًا «A»)، وتقاس في جملة الوحدات الدولية بالجول، وفي الجملة السغثية (سنتيمتر غرام ثانية) بالإرج،
U هي الطاقة الداخلية للنظام، وتقاس في جملة الوحدات الدولية بالجول، وفي الجملة السغثية بالإرج،
T هي درجة الحرارة المطلقة (بالكلفن) للوسط المحيط، الذي ينمذج على أنه خزان حراري لانهائي،
S هي إنتروبيا النظام، وتقاس في جملة الوحدات الدولية بالجول لكل كلفن، وفي الجملة السغثية بالإرج لكل كلفن.
طاقة هلمهولتز هي تحويل ليجاندر للطاقة الداخلية U تحل فيه درجة الحرارة محل الإنتروبيا بصفتها المتغير المستقل.

## التطور الرسمي
يؤدي القانون الأول في الديناميكا الحرارية عند تطبيقه في نظام مغلق إلى:
{\displaystyle \mathrm {d} U=\delta Q\ -\delta W,}
حيث {\displaystyle U} هي الطاقة الداخلية، {\displaystyle \delta Q} الطاقة المضافة على شكل حرارة، {\displaystyle \delta W} العمل (الشغل) المطبق على النظام. ينتج عن القانون الثاني للديناميكا الحرارية في عملية عكوسة {\displaystyle \delta Q=T\,\mathrm {d} S}. في حالة التغير العكوس، فإن العمل المؤدى يمكن أن يعبر عنه بالشكل: {\displaystyle \delta W=-p\,\mathrm {d} V} (بإهمال العمل الكهربائي والأعمال الأخرى غير الناتجة عن جداء الضغط بالحجم):
{\displaystyle \mathrm {d} U=T\,\mathrm {d} S-p\,\mathrm {d} V.}
بتطبيق قاعدة الجداء للتفريق إلى d(TS) = T dS + S dT ينتج أن:
{\displaystyle \mathrm {d} U=\mathrm {d} (TS)-S\,\mathrm {d} T-p\,\mathrm {d} V,}
و
{\displaystyle \mathrm {d} (U-TS)=-S\,\mathrm {d} T-p\,\mathrm {d} V.}
يسمح تعريف F = U – TS بإعادة كتابة هذه العلاقة على الشكل:
{\displaystyle \mathrm {d} F=-S\,\mathrm {d} T-p\,\mathrm {d} V.}
بما أن F تابع ترموديناميكي للحالة، فإن هذه العلاقة تصح أيضًا لعملية (دون عمل كهربائي أو تغير في التركيب) غير عكوسة، طالما كان ضغط النظام ودرجة حرارته منتظمين.

## مبدأ الطاقة الحرة الدنيا ومبدأ العمل الأعظمي
أسهل ما يمكن تطبيق قوانين الديناميكا الحرارية عليه الأنظمة التي تخضع لعمليات عكوسة أو عمليات تبدأ وتنتهي بحالة توازن حراري، مع أن العمليات غير العكوسة شبه الثابتة أو العمليات التلقائية (العفوية) في الأنظمة ذات درجة الحرارة والضغط الثابتين يمكن أيضًا دراستها بناءً على العلاقة الترموديناميكية الأساسية كما هو موضح أدناه. أولًا، إذا أردنا وصف ظواهر كالتفاعلات الكيميائية يكون من الملائم دراسة حالتين ابتدائية ونهائية مختارين بحيث يكون النظام عندهما في حالة توازن حراري (شبه مستقر). إذا حوفظ على النظام عند حجم ثابت وكان على تلامس مع خزان حراري لانهائي عند درجة حرارة ما ثابتة، فمن الممكن أن نستنتج كما يلي.
بما أن المتغيرات الترموديناميكية للنظام معرفة بدقة في الحالتين الابتدائية والنهائية فإن تزايد الطاقة الداخلية {\displaystyle \Delta U}، وتزايد الإنتروبيا {\displaystyle \Delta S}، والكمية الكلية من العمل الذي يمكن استخراجه، والذي يؤديه النظام، {\displaystyle W}، هي كلها كميات معرفة بدقة فإن قانون حفظ الطاقة يعطي:
{\displaystyle \Delta U_{\text{bath}}+\Delta U+W=0.}
يحافَظ على حجم النظام ثابتًا. هذا يعني أن حجم الخزان الحراري اللانهائي لا يتغير كذلك، ويمكننا استنتاج أن الخزان الحراري اللانهائي لا يؤدي أي عمل. هذا يعني أن كمية الحرارة التي تتدفق إلى الخزان الحراري اللانهائي تعطى بالعلاقة:
{\displaystyle Q_{\text{bath}}=\Delta U_{\text{bath}}=-(\Delta U+W).}
يبقى الخزان الحراري اللانهائي في حالة توازن حراري عند درجة حرارة T مهما كان ما يفعله النظام. وبالتالي فإن تغير الإنتروبيا للخزان الحراري يساوي
{\displaystyle \Delta S_{\text{bath}}={\frac {Q_{\text{bath}}}{T}}=-{\frac {\Delta U+W}{T}}.}
وبالتالي يعطي التغير الكلي للإنتروبيا بالعلاقة:
{\displaystyle \Delta S_{\text{bath}}+\Delta S=-{\frac {\Delta U-T\Delta S+W}{T}}.}
بما أن النظام في حالة توازن حراري مع الخزان الحراري اللانهائي في الحالتين الابتدائية والنهائية، فإن T أيضًا هي درجة حرارة النظام في هاتين الحالتين. تسمح لنا حقيقة أن درجة حرارة النظام لا تتغير بالتعبير عن البسط في العلاقة بأنه تغير الطاقة الحرة للنظام:
{\displaystyle \Delta S_{\text{bath}}+\Delta S=-{\frac {\Delta F+W}{T}}.}
بما أن التغير الكلي في الإنتروبيا يجب أن يكون دومًا أكبر أو يساوي الصفر، نحصل على المتراجحة:
{\displaystyle W\leq -\Delta F.}
نرى أن الكمية الكلية للعمل الذي يمكن استخراجه في عملية إيزوترمية (بثبات درجة الحرارة) محدودة بانخفاض الطاقة الحرة، وأن ازدياد الطاقة الحرة في عملية عكوسة يتطلب تطبيق عمل على النظام. إذا لم يُستخرج أي عمل من النظام فإن:
{\displaystyle \Delta F\leq 0,}
وبالتالي ففي حالة نظام يبقى عند درجة حرارة وحجم ثابتين وغير قادر على أداء عمل كهربائي أو عمل آخر غير ناتج عن جداء الضغط بالحجم يمكن للطاقة الحرة أثناء تغير تلقائي أن تنخفض حصرًا.
يبدو أن هذه النتيجة تناقض المعادلة dF = -S dT – P dV، إذ يبدو ان إبقاء كل من T وV ثابتين يعني أن dF = 0، وبالتالي فإن F ثابت. ليس هناك تناقض في الحقيقة: في نظام بسيط ذي مكون وحيد تنحصر به صلاحية المعادلة dF = -S dT – P dV، لا يمكن لعملية أن تحدث عند T وV ثابتين؛ لأن هناك علاقة فريدة للضغط كتابع لدرجة الحرارة والحجم P(T, V) وبالتالي فإن كل من P وT وV قيم مثبتة. للسماح بحدوث عمليات تلقائية عند درجة حرارة وحجم ثابتين يجب تكبير فضاء الحالة الترموديناميكي للنظام. في حالة التفاعل الكيميائي، يجب السماح بتغيرات في الأعداد Nj للجسيمات من كل نوع j. يعمم تفاضل الطاقة الحرة عندها إلى الشكل:
{\displaystyle dF=-S\,dT-P\,dV+\sum _{j}\mu _{j}\,dN_{j},}
حيث {\displaystyle N_{j}} هي أعداد الجسيمات ذات النوع j، و{\displaystyle \mu _{j}} هي الكمونات الكيميائية الموافقة. تصح عندها هذه المعادلة مرة أخرى لكل من تغيرات uPT العكوسة وغير العكوسة. في حالة تغير تلقائي درجة حرارة وحجم ثابتين دون عمل كهربائي، يصبح الحد الأخير سالبًا.
في حال وجود بارامترات خارجية أخرى، تعمم العلاقة السابقة أكثر لتصبح:
{\displaystyle dF=-S\,dT-\sum _{i}X_{i}\,dx_{i}+\sum _{j}\mu _{j}\,dN_{j}.}
حيث {\displaystyle x_{i}} هي المتغيرات الخارجية، و{\displaystyle X_{i}} هي القوى المعممة الموافقة لها.